# Claudio Lurati

Bischofswappen von Claudio Lurati

Claudio Lurati MCCJ (* 21. Februar 1962 in Como) ist ein italienischer Ordensgeistlicher und Apostolischer Vikar von Alexandria in Ägypten.

## Leben
Claudio Lurati trat nach dem Abschluss der Oberschule der Ordensgemeinschaft der Comboni-Missionare bei, legte 1985 die erste und am 27. März 1989 die ewige Profess ab. Nach seiner theologischen Ausbildung empfing er am 23. Dezember 1989 in Lipomo das Sakrament der  Priesterweihe. Anschließend absolvierte er ein Theologiestudium am Tangaza College in Nairobi.
In den ersten Jahren nach der Priesterweihe war er in der Pressearbeit der Missionen tätig und absolvierte eine Ausbildung auf dem Gebiet der Güterverwaltung. 1995 ging er als Missionar in das Gebiet des heutigen Südsudan und 1997 nach Ägypten. Hier war er zunächst in der Pfarrseelsorge und ab 1999 als stellvertretender Superior seiner Gemeinschaft tätig. Von 2002 bis 2007 war er Superior der Comboni-Missionare in Ägypten. Bis zu seiner Ernennung zum Apostolischen Vikar war er Generalökonom in der Leitung seiner Ordensgemeinschaft in Rom.
Papst Franziskus ernannte ihn am 6. August 2020 zum Apostolischen Vikar von Alexandria. Der Kardinalpräfekt der Kongregation für die orientalischen Kirchen, Leonardo Sandri, spendete ihm am 30. Oktober desselben Jahres die Bischofsweihe. Mitkonsekratoren waren der Lateinische Patriarch von Jerusalem, Pierbattista Pizzaballa OFM, und der Apostolische Nuntius in Ägypten, Erzbischof Nicolas Thévenin.